# Miladhunmadulu atoll
Miladhunmadulu atoll är en atoll i Maldiverna. Den ligger i den norra delen av landet.
Den norra delen tillhör den administrativa atollen Shaviyani, den södra delen tillhör den administrativa atollen Noonu.